# ヴァレリー・ペドロ
ヴァレリー・ペドロ（英: Valerie Pedro、1973年11月16日 - 2007年3月25日）は、パラオ代表として国際的に活躍した女子重量挙げ選手である。パラオ代表としてオリンピックに出場した初の女性でもある。2000年のシドニーオリンピックでは、パラオ初のオリンピック選手団に選ばれ、パラオ初の旗手、パラオ初の競技者として女子重量挙げ69キロ級に出場したが、14人中14位という結果に終わった（エントリーしていたのは15名だったが、1名が欠けている）。2007年3月、ヴァレリー・ペドロが脱水症状で逝去したことが報道された。